# Charles-Lucien Lépine

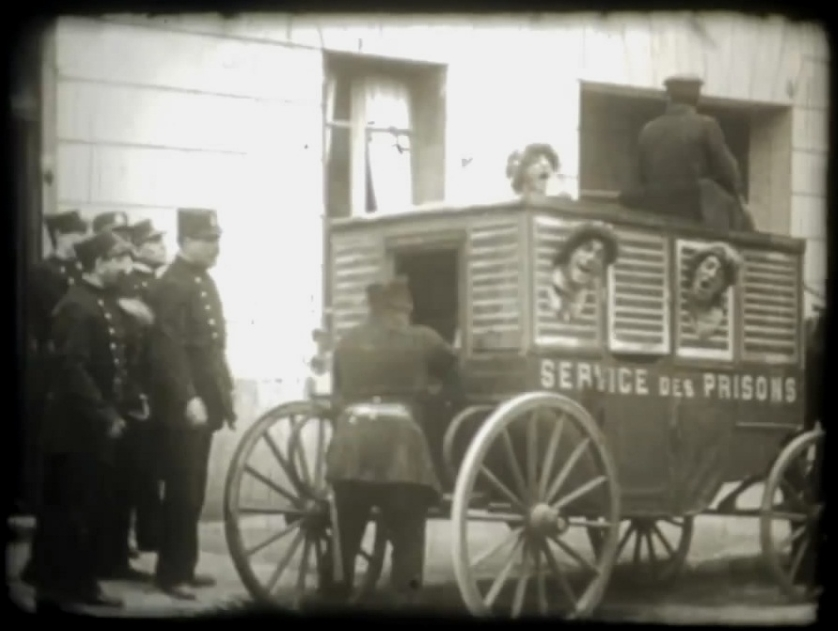
scena film La grève des bonnes (1906) diretto da Charles-Lucien Lépine

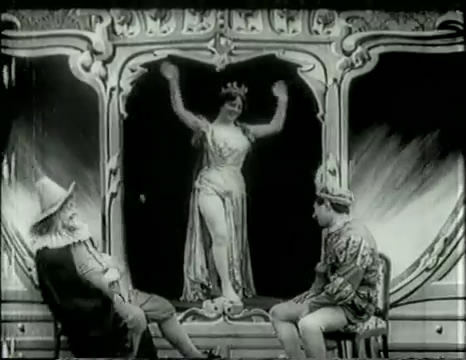
immagine tratta dal film Le fils du diable fait la noce à Paris (1906) diretto da Charles-Lucien Lépine

Charles-Lucien Lépine (Bordeaux, 3 marzo 1859 – Torino, 15 gennaio 1941) è stato un inventore e regista cinematografico francese.

## Biografia
Tra i pionieri del cinema francese, Lépine fu il primo ad importare nel suo paese il kinetoscopio di Edison. Conobbe Charles Pathé, e fu tra i primi collaboratori della Pathé-Frères, inizialmente come cameraman, poi promosso nel 1904 a direttore generale degli stabilimenti e come regista. Diresse 15 cortometraggi fino al 1906.
Convinto assieme ad altri tecnici della casa parigina, dall'imprenditore italiano Carlo Rossi a venire a Torino per lavorare nella sua manifattura, la Carlo Rossi & C., di questa ne divenne il direttore artistico nel 1907. Il suo passaggio alla Carlo Rossi & C. (la futura Itala Film), scatenò la dura reazione da parte di Pathè che lo accusò di importare in Italia dei "segreti di fabbricazione" e questo fatto gli costò l'arresto e 10 mesi di prigione.
Dopo aver scontato la pena andò a lavorare nei Paesi Bassi, e poi ritornò in Italia dove alla fine degli anni dieci aprì un'attività per la fabbricazione e vendita di apparecchi e strumenti per la cinematografia, da lui stesso inventati e brevettati. Di sua invenzione la macchina per tagliare pellicole cinematografiche di 35 mm longitudinalmente in due parti, il cui brevetto gli venne rilasciato nel 1927.

## Filmografia completa

### Regista
- Vot'permis? Viens l'chercher! (1905)
- Odyssée d'un paysan à Paris (1905)

- Le voleur de bicyclette (1905)
- Le Tour du monde d'un policier (1906)
- Le fils du diable fait la noce à Paris (1906)
- La grève des bonnes (1906)
- Les effets du melon (1906)
- J'ai perdu mon lorgnon (1906)
- Le Matelas de la mariée (1906)
- Un jour de paye (1906)
- Une soif insatiable (1906)
- Prenez garde à la peinture (1906)
- Appartement à louer (1906)
- Deux poids, deux mesures (1907)
- Cocher! À l'heure! (1907)
- Un bobo mal placé (1909)

### Regista e scenografo
- Le fils du diable fait la noce à Paris (1906)